# Pseudagrion punctum
Pseudagrion punctum là một loài chuồn chuồn kim trong họ Coenagrionidae.
Pseudagrion punctum is in 1842 voor het eerst wetenschappelijk beschreven bởi Rambur.